# سافرول
سافرول (به انگلیسی: Safrole) با فرمول شیمیایی C۱۰H۱۰O۲ یک ترکیب شیمیایی است. که جرم مولی آن 162.19 g/mol می‌باشد. 